# Ophiohyalus
Ophiohyalus is een geslacht van slangsterren uit de familie Ophiomyxidae.

## Soorten
- Ophiohyalus gotoi Matsumoto, 1915